# Кусмень (река)
Кусмень — река в Новосибирской и Кемеровской областях России. Устье реки находится в 225 км по правому берегу реки Иня. Длина реки составляет 24 км.
Высота устья — 134 м над уровнем моря.

## Данные водного реестра
По данным государственного водного реестра России относится к Верхнеобскому бассейновому округу, водохозяйственный участок реки — Иня, речной подбассейн реки — бассейны притоков (Верхней) Оби до впадения Томи. Речной бассейн реки — (Верхняя) Обь до впадения Иртыша.